# Diplochaetus lecontei
Diplochaetus lecontei är en skalbaggsart som beskrevs av Horn. Diplochaetus lecontei ingår i släktet Diplochaetus och familjen jordlöpare. Inga underarter finns listade i Catalogue of Life.